# محطة فرعية

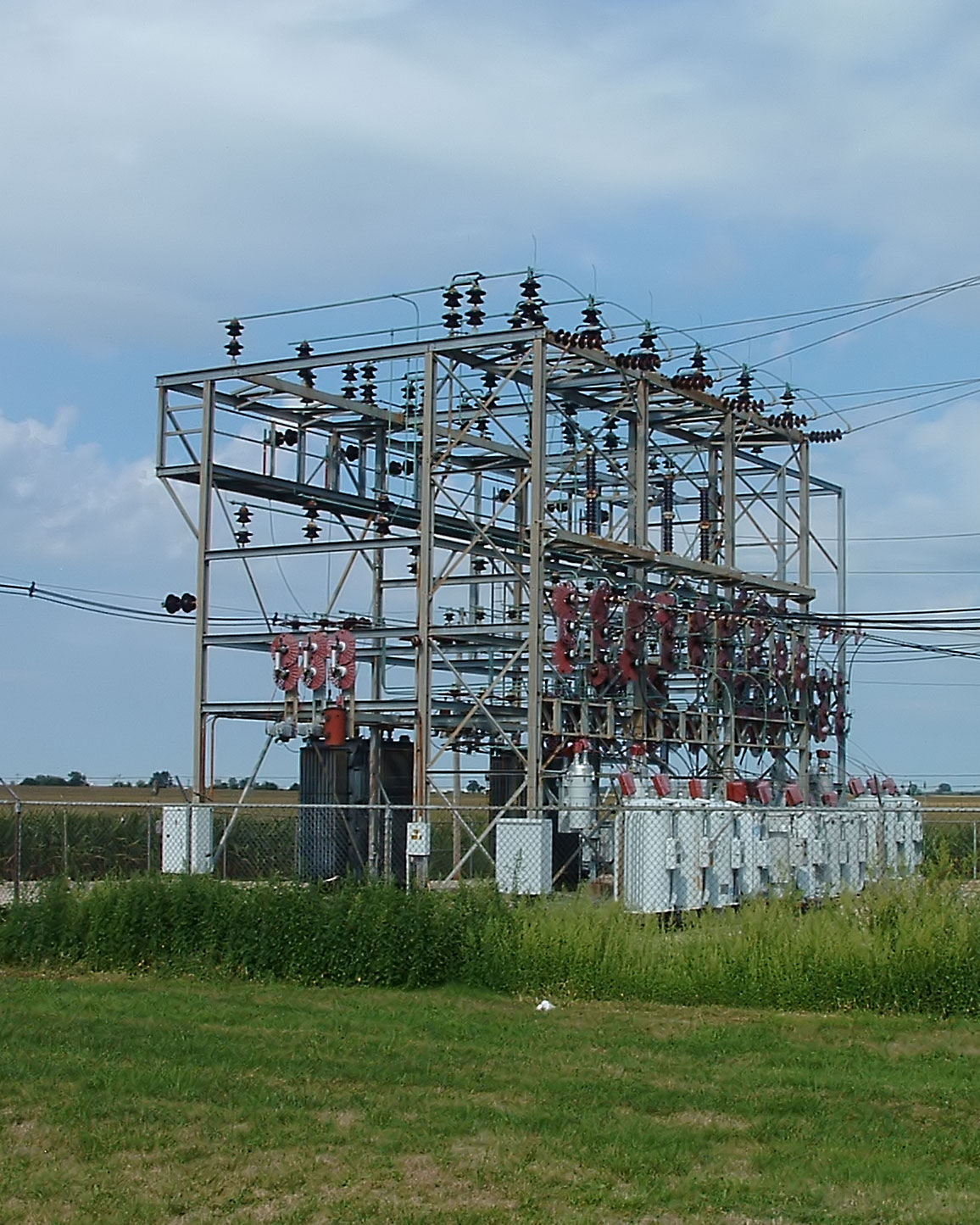
محطة كهرباء ثانوية

محطة كهرباء فرعية أو محطة كهرباء ثانوية تستلم الجهد الكهربائي العالي (132 ك ف أو حتى 33 ك ف) تقوم بتخفيضه أو برفعه ، ويتم توزيعه عبر المحطة إلى مناطق متعددة تابعة لهذه المحطة عبر خطوط جهد33 ك ف أو 11 ك ف وتكون هذه الخطوط خطوط كهرباء هوائية أو كابلات.
تحوي المحطة عادة على مستلزمات أستلام الخطوط الكهربائية الداخلة والخارجة ويكون ذلك عبر مفاتيح وقواطع للدورة، وتحوي كذلك على محولات كهربائية تحول الجهد الكهربائي المستلم إلى الجهد الكهربائي المطلوب للاستخدام، كما تحوي المحطة غرفة للسيطرة تضم معدات وأجهزة السيطرة والقياس.
ومن محتويات المحطة الأخرى منظومة للأتصال مع المحطة الرئيسية وبقية أجزاء ومحطات الشبكة الكهربائية.

## اقرأ أيضا
- جهد بين الرجلين